# Deer Lodge
Deer Lodge é uma cidade localizada no estado americano de Montana, no Condado de Powell, do qual é sede.

## Demografia
Segundo o censo americano de 2000, a sua população era de 3421 habitantes.
Em 2006, foi estimada uma população de 3311, um decréscimo de 110 (-3.2%).

## Geografia
De acordo com o United States Census Bureau tem uma área de
3,7 km², dos quais 3,7 km² cobertos por terra e 0,0 km² cobertos por água. Deer Lodge localiza-se a aproximadamente 1379 m acima do nível do mar.

## Localidades na vizinhança
O diagrama seguinte representa as localidades num raio de 36 km ao redor de Deer Lodge.